# AKT1S1
AKT1S1‏ (AKT1 substrate 1) هوَ بروتين يُشَفر بواسطة جين AKT1S1 في الإنسان.